# Benimuslem
Benimuslem là một đô thị ở comarca Ribera Alta cộng đồng Valencia, Tây Ban Nha. Đô thị này có diện tích 4,17 km², dân số thời điểm năm 2006 là 594 người.